# (6074) Bechtereva
(6074) Bechtereva ist ein Asteroid des Hauptgürtels, der am 24. August 1968 von der sowjetischen Astronomin Tamara Michailowna Smirnowa am Krim-Observatorium (IAU-Code 095) in Nautschnyj, etwa 30 km von Simferopol entfernt entdeckt wurde.
Der Asteroid wurde am 2. Februar 1999 nach der sowjetisch-russischen Neurophysiologin Natalja Petrowna Bechterewa (1924–2008) benannt, die von 1970 bis 1990 Direktorin des Instituts für experimentelle Medizin der AMN-SSSR und ab 1990 wissenschaftliche Leiterin des Gehirn-Zentrums der AN-SSSR am La-Silla-Observatorium in Chile erforscht.
Der Himmelskörper gehört zur Nysa-Gruppe, einer nach (44) Nysa benannten Gruppe von Asteroiden (auch Hertha-Familie genannt, nach (135) Hertha).